# Ban-de-Laveline
Ban-de-Laveline é uma comuna francesa na região administrativa do Grande Leste, no departamento de Vosges. Estende-se por uma área de 26.45 km², e possui 1.205 habitantes, segundo o censo de 2018, com uma densidade de 46 hab/km².